# ANAクラウンプラザホテル大阪
ANAクラウンプラザホテル大阪（エイエヌエイクラウンプラザホテルおおさか）は、大阪府大阪市北区堂島浜にあるホテル。運営はIHG・ANA・ホテルズグループジャパン、経営はGHS。不動産の所有はダイビルで、名称は堂島ダイビルである。

## 沿革
- 1984年10月に大阪の中心を流れる堂島川の水辺に「大阪全日空ホテル・シェラトン」として開業。
- 1995年4月にシェラトンと提携を解消し、「大阪全日空ホテル」と改称。
- 2008年10月1日、インターコンチネンタルホテルズグループのクラウンプラザホテルブランドの1つの「ANAクラウンプラザホテル大阪」として、リニューアルオープン。
- 2025年10月15日、契約満了により閉館予定。[1]

## 客室
全473室。19-23階はクラブフロアであり、24階（最上階）のクラブラウンジにアクセスできる。
かつては24階に5室のスイートルームが存在したが、2016年6月13日に24階の全フロアが前記のクラブラウンジに改装されて以降、当ホテルにスイートルームは設置されていない。
- 164室 - シングル
- 120室 - ダブル
- 189室 - ツイン0

## 設備
8つのレストラン、ラウンジ・バーがある。
- 鉄板焼「堂島」B1F
- ロビーラウンジ「ロビーラウンジ」1F
- 地中海ブッフェレストラン「カフェ・イン・ザ・パーク」1F
- フランス料理「メゾン タテル ヨシノ」2F
- バー「ザ・ライブラリーバー」2F
- 串揚げ「春夏秋冬」2F
- 中国料理「花梨」6F
- 日本料理「京料理 たん熊 北店」6F

## アクセス
- 鉄道
  - 京阪電鉄大江橋駅より徒歩1分
  - Osaka Metro四つ橋線西梅田駅・肥後橋駅より徒歩5分
  - Osaka Metro御堂筋線・京阪電鉄淀屋橋駅より徒歩5分
  - 西日本旅客鉄道（JR西日本）北新地駅より徒歩3分

## 堂島ダイビル
大阪テレビ放送（現・朝日放送テレビ）社屋跡地を隣接するクラブ関西の会館と一体的に再開発して建設されたビル。隣接するクラブ関西が地上2階地下2階（一部3階）という低層であることから、その容積率を移転して有効活用する形で建設された。日本における空中権売買=容積率移転を活用した代表的な例の一つである。
クラブ関西との一体的な再開発は敷地面積7,330.11m2、延床面積50,950.32m2で、その延べ床面積の90%近くを敷地面積では60%強しかない堂島ダイビルが占めている。
「第6回 大阪まちなみ賞」（昭和61年）を受賞している。

## 参照
- 寄稿 一般社団法人 不動産活用促進機構 - ウェイバックマシン（2009年11月28日アーカイブ分）
- クラブヒストリー 社団法人クラブ関西（2013年5月1日時点のアーカイブ）
- 第6回 大阪まちなみ賞 受賞作品 -1986- （昭和61年） 大阪府 - ウェイバックマシン（2006年3月1日アーカイブ分）